# Funérailles de Talaat Pacha

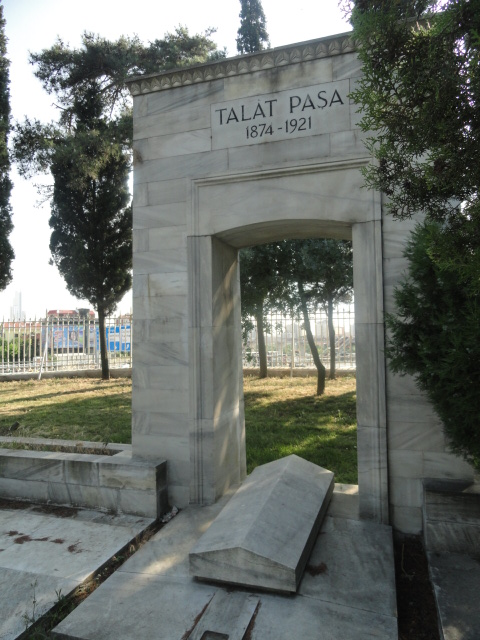
Monument funéraire de Talaat Pacha au monument de la liberté à Istanbul, comme un héros national.

Les funérailles nationales de Talaat Pacha, ancien grand vizir de l'Empire ottoman et l'un des principaux architectes du génocide arménien, ont eu lieu au monument de la liberté (en), à Istanbul, en Turquie, le 25 février 1943. 

## Histoire
À la demande du bureau du premier ministre de Turquie Şükrü Saracoğlu, la dépouille de Talaat Pacha est déterrée et transportée en Turquie. Il avait été enterré à Berlin, en Allemagne, le 19 mars 1921, à la suite de son assassinat. 
Le Premier ministre Şükrü Saracoğlu, l'ambassadeur de l'Allemagne nazie, en Turquie, Franz von Papen, et le journaliste turc Ahmet Emin Yalman (en) assistent aux funérailles,,.
Par ce geste, Adolf Hitler espère obtenir le soutien de la Turquie à l'axe Rome-Berlin-Tokyo, pendant la Seconde Guerre mondiale.
Hüseyin Cahit Yalçın (en) prononce l'oraison funèbre et Talaat Pacha est enterré au monument de la liberté (en), initialement dédié à ceux qui ont perdu la vie en empêchant le contrecoup ottoman de 1909.
L'historien suisse Hans-Lukas Kieser (en) affirme que la ré-inhumation de Talaat Pacha symbolise sa « réhabilitation complète et son installation en tant que figure exceptionnelle et positive de l'histoire publique turque ».
Le retour du corps de Talaat Pacha a lieu peu après l'institution de l'impôt sur la fortune de 1942, destiné à ruiner financièrement les citoyens non-musulmans de Turquie. L'écrivain turc Orhan Seyfi Orhon (tr) condamne l'acquittement de l'assassin de Talaat Pacha, Soghomon Tehlirian, mais il affirme que l'Allemagne s'est rattrapée en transportant le corps de Talaat Pacha en Turquie en 1943. Dans Ulus (en), le journaliste Yunus Nadi souligne la continuité et la dette de la république envers les efforts de Talaat Pacha, ainsi que la légitimité de la lutte contre les éléments non turcs,.
En 1946, Yalçın publie les mémoires de Talaat Pacha, le décrivant dans la préface comme « un puissant patriote, prêt à tout sacrifier, même sa propre vie, pour le salut et le bien-être de la patrie ». Dans le passé, des cérémonies commémoratives étaient organisées pour honorer Talaat Pacha au monument de la Liberté, mais cette pratique a cessé en 2013.

### Articles
- (en) Sévane Garibian, « Commanded by my Mother's Corpse": Talaat Pasha, or the Revenge Assassination of a Condemned Man », Journal of Genocide Research, vol. 20, no 2,‎ 2018, p. 220–235 (DOI 10.1080/14623528.2018.1459160, lire en ligne, consulté le 12 octobre 2022). .
- (en) Tessa Hofmann, « A Hundred Years Ago: The Assassination of Mehmet Talaat (15 March 1921) and the Berlin Criminal Proceedings against Soghomon Tehlirian (2/3 June 1921): Background, Context, Effect », International Journal of Armenian Genocide Studies, vol. 5, no 1,‎ 2020, p. 67–90 (ISSN 1829-4405, DOI 10.51442/ijags.0009, lire en ligne [PDF], consulté le 12 octobre 2022). .
- (en) Robert W. Olson, « The Remains of Talat: a Dialectic Between Republic and Empire" », Die Welt des Islams, vol. 26, nos 1-4,‎ 1986, p. 46–56 (DOI 10.1163/157006086X00034, JSTOR 1570757). .

### Ouvrages
- (en) Hülya Adak, Identifying the "Internal Tumors" of World War I: Talat Paşa's hatıraları : [Talat Paşa's Memoirs], or the Travels of a Unionist Apologia into History, Raueme Des Selbst: Selbstzeugnisforschung Transkulturell, 2007 (ISBN 978-3-4122-3406-5), p. 151–169. .
- (en) Hans-Lukas Kieser, Talaat Pasha : Father of Modern Turkey, Architect of Genocide, Princeton University Press, 2018 (ISBN 978-1-4008-8963-1). .